# بن بروس
بنیامین پال بروس (به انگلیسی: Benjamin Paul Bruce) (زاده ۳۱ اکتبر ۱۹۸۸) خواننده و گیتاریست انگلستانی است. او لید گیتار و خواننده گروه اسکینگ الکزندریا است. او و منیجر اسکینگ الکزندریا، کایل بورمن سازنده موزیک لیبل KBB هستند. بروس بزودی آلبوم شخصی خود را منتشر خواهد کرد.

## حرفه موسیقی
۲۰۰۶-حال: اسکینگ الکزندریا
بن بروس، لید گیتاریست و خوانندهٔ پشتیبان گروه در اصل گروه خود را در دبی، ایالات متحده عربی در سال ۲۰۰۶ تشکیل داد. گروه در سال ۲۰۰۸ یک آلبوم با نام The Irony of Your Perfection منتشر کردند. بروس بعد از مدتی متوجه شد که وی نمی‌تواند در دبی به موفقیت جهانی برسد. به همین دلیل به انگلستان بازگشت و با اعضای فعلی گروه شروع به کار کرد.
در اوایل گروه شامل شش عضو بود. در همان سال رایان بینز (سینث‌سایزر) گروه را ترک کرد و در ژانویه ۲۰۰۹ جو لنکستر (گیتار بیس) نیز گروه را ترک کرد و بعد مدتی عضو گروه دیگری شد. سم بتلی به عنوان جایگزین لنکستر به گروه اضافه شد.
بروس تصمیم گرفت که اسم اصلی گروه را تغییر ندهد. او در چندین مصاحبه ذکر کرد «خیلی از گروه‌ها واقعاً اسم‌های بدردنخوری دارند. من می‌خواستم متفاوت باشیم. برای همین از اسم الکزندریا استفاده کردم» اما او هیچ وقت دلیل انتخاب «اسکینگ» را ذکر نکرد.

## ۲۰۱۴-حال: فعالیت سولو
بروس اعلام کرد که در ششم ژانویه ۲۰۱۴ ضبط آلبوم شخصی خود را شروع خواهد کرد. سبک آلبوم او، راک اند رول کلاسیک خواهد بود. بروس در ژانویه سال 2015 اعلام کرد که آلبوم شخصی خود را در سال 2015 منتشر خواهد کرد.

## سرمایه‌گذاری‌های دیگر
۲۰۱۱-2015: لباس‌های BB
بروس در سال ۲۰۱۱ تصمیم گرفت تا خط لباس خود را تشکیل دهد و به صورت آنلاین لباس‌های خود را برای فروش گذاشت. اما در سال 2015 تصمیم به بستن این خط لباس گرفت.

## ۲۰۱۴-حال: کی بی بی ریکوردز
در مارس ۲۰۱۴، بروس و منیجر اسکینگ الکزندریا، کایل بورمن موزیک لیبل خود را با نام کی بی بی تشکیل دادند.

## زندگی شخصی
بن بروس در لندن، انگلستان در تاریخ ۳۱ اکتبر سال ۱۹۸۸ به دنیا آمد اما هنگامی که شش سالش بود به همراه پدر، مادر و خواهرش به دبی به دلیل مشکلات کاری پدرش مهاجرت کرد. در سال ۲۰۰۸ در ۱۹ سالگی، بروس به انگلستان بازگشت و گروه اسکینگ الکزندریا را تشکیل داد.
بن بروس در دوازده سالگی به جای شروع گیتار آکوستیک شروع به نواختن گیتار الکتریک کرد. او نواختن آهنگ هارو تنها با گوش دادن به آهنگ‌ها یاد می‌گرفت.
در ۲۴ می ۲۰۱۳، بروس با سامانتا کاسارو ازدواج کرد. اما در ٩ نوامبر ٢٠١٥ اعلام کرد که از کاسارو جدا شده‌است. او در ١٣ اوت ٢٠١٦ اعلام کرد که بزودی صاحب فرزندی از دوست دختر خود خواهد شد. در ١٠ سپتامبر ٢٠١٦، دختر وی به اسم "فِی هالی بروس" به دنیا آمد.

## آلبوم شناسی
آلبوم ها
- بلند شو و فریاد بزن (۲۰۰۹)
- بی پروا و بی امان (۲۰۱۱)
- از مرگ تا سرنوشت (۲۰۱۳)

## آهنگ‌های دیگر
| آهنگ                                       | سال  | آرتیست          | انتشار                                                                            |
| ------------------------------------------ | ---- | --------------- | --------------------------------------------------------------------------------- |
| "Discovering Oceans" (featuring Ben Bruce) | ۲۰۱۳ | City in the Sea | Below the Noise                                                                   |
| "Overcast" (featuring Ben Bruce)           | ۲۰۱۳ | City in the Sea | Below the Noise                                                                   |
| "Shake It Out" (فلورنس اند د مشین cover)   | ۲۰۱۴ | Ben Bruce       | Florence + The Sphinx: Sumerian Ceremonials – A Tribute to Florence + The Machine |

## جوایز
| کاندید  | سال  | جایزه                                                  | نتیجه    | موقعیت |
| ------- | ---- | ------------------------------------------------------ | -------- | ------ |
| بن بروس | ۲۰۱۱ | Altpress' Guitarist of the Year                        | برنده    | —      |
| بن بروس | ۲۰۱۲ | Guitar World's Top 12 Hot Male Guitar Players for 2012 | برنده    | ۱۱     |
| بن بروس | ۲۰۱۲ | Kerrang! Awards Hottest Male                           | برنده    | —      |
| بن بروس | ۲۰۱۳ | Kerrang! Awards Hottest Male                           | برنده    | —      |
| بن بروس | ۲۰۱۴ | Kerrang! Awards Hottest Male                           | نامزدشده | —      |